# Domenico Panetti
Domenico Panetti (Ferrare, v. 1460 - v. 1530) est un peintre italien de la Haute Renaissance qui fut actif à Ferrare au XVe  et début du  XVIe siècle.

## Biographie
Domenico Panetti, peintre italien de la Renaissance, fut essentiellement actif à Ferrare et classé parmi les peintres de l'école de Ferrare dont la renommée est due au mécénat de la Maison d'Este.
Benvenuto Tisi (il  Garofalo) a été un de ses élèves.

## Œuvres

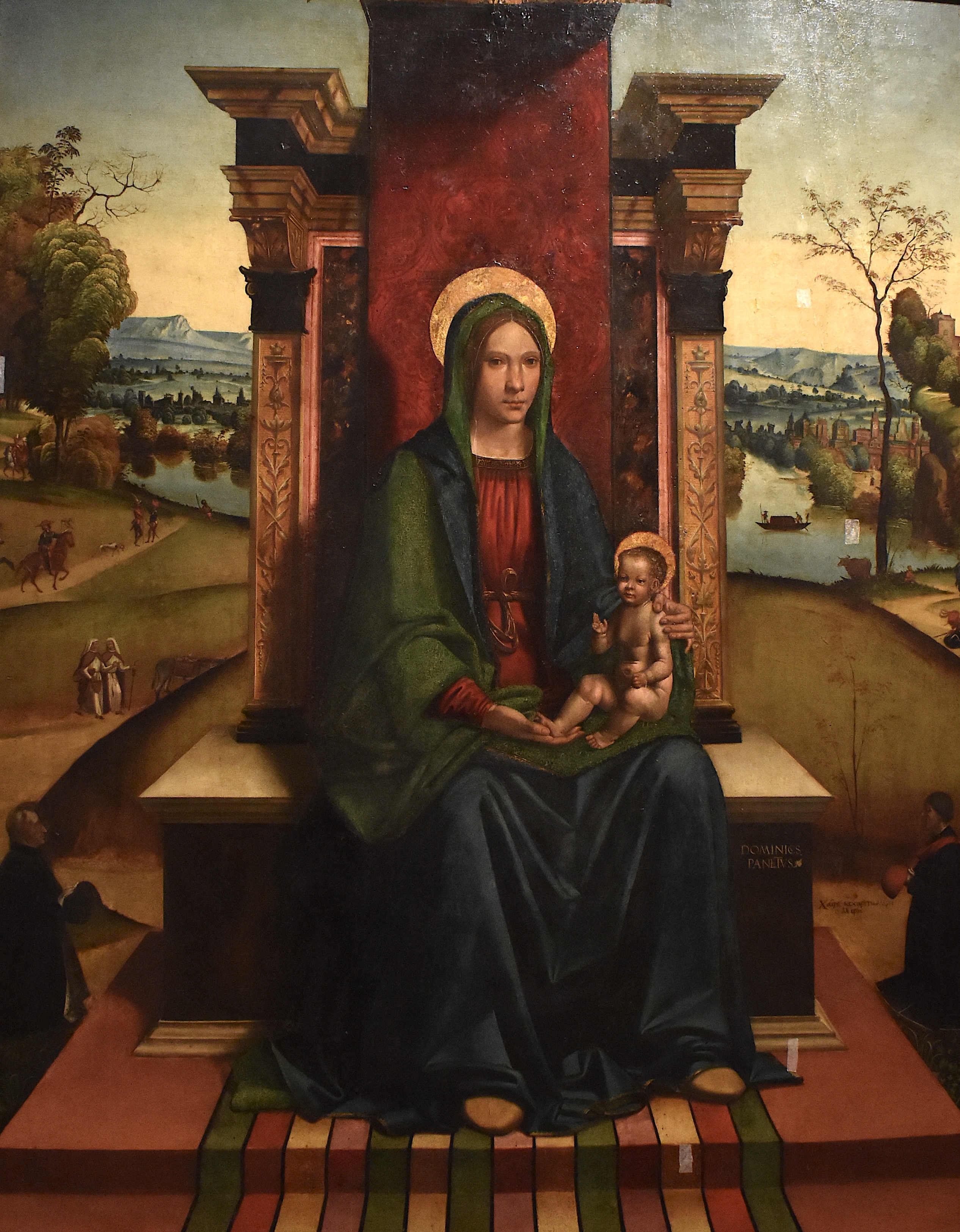
Vierge à l'Enfant, Musée de la cathédrale de Ferrare.

- Déposition de la Croix, église Saint-Nicolas, Ferrare.
- Visitation, église Saint-François, Ferrare.
- Mariage mystique de sainte Catherine avec saints,
- La Vierge et l'Enfant devant un paysage montagneux avec une ville,
- Noli me tangere,
- Job dans un paysage,
- Portrait de femme, Musée de l'Ermitage,
- Annonciation, monastère San Antonio in Polesine, Ferrare.
- Saint André, couvent des Augustins, Ferrare.
- La Vierge, l'Enfant Jésus et Sainte Cécile, Palais des beaux-arts de Lille
- La Sainte Famille, peinture sur bois, 62 x 55 cm, Musée des beaux-arts de Dijon[1]